# Tarenna oblanceolata
Tarenna oblanceolata är en måreväxtart som beskrevs av Henry Nicholas Ridley. Tarenna oblanceolata ingår i släktet Tarenna och familjen måreväxter. Inga underarter finns listade i Catalogue of Life.